# Beleg van Constantinopel (813)
Het Beleg van Constantinopel vond plaats in juli 813 en was een deel van de Byzantijns-Bulgaarse oorlogen.
Khan Kroem volgde zijn overwinning op de Byzantijnen in de Slag bij Versinikia op en stond plots voor de hoge verdedigingswallen van de stad Constantinopel. Hij zag in dat een beleg zinloos was en stelde onderhandelingen voor.
Intussen was keizer Michaël I Rangabe afgezet en vervangen door Leo V de Armeniër. Leo ging in op het voorstel, maar dat bleek een hinderlaag te zijn. Kroem geraakte hierbij gewond.
Woedend trok Kroem zich terug en plunderde de regio, veroverde onder andere Adrianopel en Arcadiopolis en deporteerde ongeveer 50 000 inwoners uit Thracië.
Terug in zijn hoofdstad Pliska beraamde hij een echt beleg van Constantinopel. Gelukkig voor de Byzantijnen stierf Kroem in 814 tijdens de voorbereidingen. Zijn zoon Omoertag was niet zo oorlogszuchtig en sloot een vredesverdrag van 30 jaar.